# ゲオルギー・サファロフ

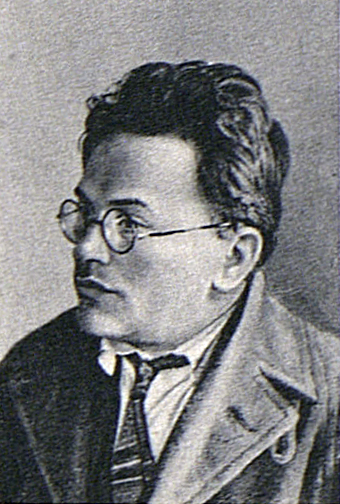
ゲオルギー・サファロフ（1916年）

ゲオルギー・イヴァノビッチ・サファロフ（ロシア語: Георгий Иванович Сафаров, 1891年 – 1942年7月27日）は、ロシアの革命家、ソビエト連邦の政治家である。

## 生涯
1908年にボリシェヴィキに加わり、ペテルブルクの青年組織のリーダーになった。後に数年間フランスに移住し、1917年にウラジーミル・レーニンと共におそらく封印列車でロシアに戻った。
コミンテルンでは東部方面に関する専門家と見なされていた。1927年に「無指導者」グループのメンバーになり、1932年から1935年まで野党ブロックに所属していた。
セルゲイ・キーロフの暗殺後に暗殺グループの一味として逮捕され、1936年に懲役5年の判決を言い渡された。1942年7月、サラトフで処刑された。
スターリン批判の中でも復権を果たせず、1991年になってやっと名誉回復された。